# Haparanda stad
Haparanda stad var en stad och kommun i Norrbottens län. Centralort var Haparanda och kommunkod 1952-1970 var 2583.

## Administrativ historik

### Bakgrund
Karl Johans stad utfärdades ett privilegiebrev i Örebro den 20 maj 1812 och skulle anläggas vid den nuvarande tätorten Nikkala väster om Haparanda. Den 26 juni 1821, enligt beslut av Kungl. Maj:t, bytte staden namn till Haparanda. Enligt landshövdingens femårsberättelse 1817-1821 hade staden endast 23 invånare. Då stadens utveckling gick trögt kom istället förslag från riksdagsmannen Johan Jakob Rutberg från Kalix (far till senare riksdagsmannen Johan Rutberg) om att flytta staden till platsen där Haparanda by låg. Kungen biföll inte detta, men bestämde som kompromiss att en köping med stapelstads- och handelsrätt vid namn Haparanda skulle grundas vid byns plats den 6 december 1821. Inköpet av mark till köpingen från Haparanda by undertecknades den 10 mars 1828.

### Tidiga år
Sommaren 1842 ansökte borgerskapet i köpingen om stadsrättigheter, vilket beviljades. Haparanda köping utfärdades stadsprivilegier den 10 december 1842, samtidigt som gamla Karl Johans- och Haparanda stads privilegier från 1812 drogs in.
När 1862 års kommunalförordningar trädde i kraft den 1 januari 1863 inrättades staden som stadskommun.

### 1900-talet
Den 1 januari 1920 (enligt beslut den 31 oktober 1919) överfördes vissa delar av Haparanda by från Nedertorneå till Haparanda stad i administrativt, kommunalt och i skolhänseende. Området hade 1 042 invånare.
Kommunreformen 1952 påverkade inte indelningarna i området, då varken Västerbottens eller Norrbottens län berördes av reformen.
Den 1 januari 1967 inkorporerades de båda landskommunerna Nedertorneå och Karl Gustav i staden. År 1971 infördes enhetlig kommuntyp och Haparanda stad ombildades därmed, utan någon territoriell förändring, till Haparanda kommun.
Staden kom aldrig att få egen jurisdiktion, även om sådan planerades utan lydde under landsrätt och ingick till 1919 i Nedertorneå tingslag (före 1907 benämnd Nedertorneå och Karl Gustavs tingslag) och ingick från 1919 i Torneå tingslag.
Haparanda stad tillhörde Nedertorneå-Haparanda församling, före den 13 april 1928 benämnd Nedertorneå församling.

### Sockenkod
För registrerade fornfynd med mera så återfinns staden inom ett område definierat av sockenkod 0186 som motsvarar Nedertorneå socken med staden. Stadens område har också getts sockenkod 0168.

## Stadsvapnet
Blasonering: I fält av silver en från ett grönt treberg mellan två uppväxande gröna aspar under en sol av guld uppskjutande riksgränsstolpe av guld med ett blått klot, belagt med tre kronor av guld och krönt med ett kors av guld, lagd över ett svävande, genomgående, nedtill rakt avskuret blått treberg.
Detta vapen återfinns i ett kungligt brev från 1828. Vapnet förs idag av den nuvarande Haparanda kommun. Se artikeln om Haparanda kommunvapen för mer information.

## Geografi
Haparanda stad omfattade den 1 januari 1952 en areal av 3,12 km², varav 2,82 km² land. Efter nymätningar och arealberäkningar färdiga den 1 januari 1954 omfattade staden den 1 januari 1961 en areal av 3,58 km², varav 3,16 km² land.

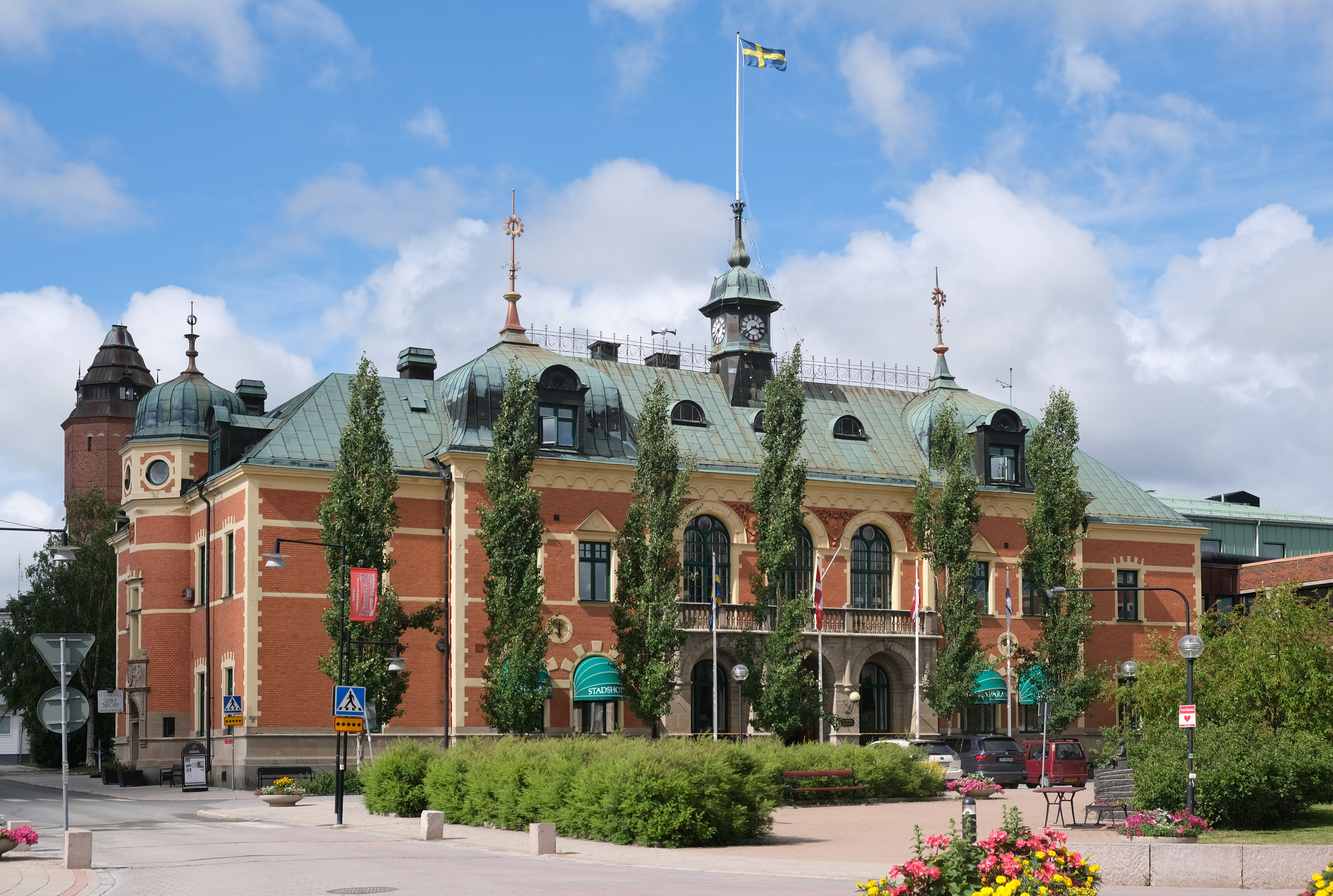
Haparanda stadshotell.

### Tätorter i staden 1960
I Haparanda stad fanns tätorten Haparanda, som hade 3 350 invånare den 1 november 1960. Tätortsgraden i staden var då 100,0 procent.

## Befolkningsutveckling
| Befolkningsutvecklingen i Haparanda stad 1850–1970 | Befolkningsutvecklingen i Haparanda stad 1850–1970 | Befolkningsutvecklingen i Haparanda stad 1850–1970 | Befolkningsutvecklingen i Haparanda stad 1850–1970 | Befolkningsutvecklingen i Haparanda stad 1850–1970 |
| --- | -------------------------------------------------- | -------------------------------------------------- | -------------------------------------------------- | -------------------------------------------------- |
| |                                                    |                                                    |                                                    |                                                    |
| År |                                                    |                                                    | Folkmängd                                          |                                                    |
| 1850 | 1850                                               |                                                    | 554                                                |                                                    |
| 1860 | 1860                                               |                                                    | 737                                                |                                                    |
| 1870 | 1870                                               |                                                    | 942                                                |                                                    |
| 1880 | 1880                                               |                                                    | 1 039                                              |                                                    |
| 1890 | 1890                                               |                                                    | 1 252                                              |                                                    |
| 1900 | 1900                                               |                                                    | 1 568                                              |                                                    |
| 1910 | 1910                                               |                                                    | 1 423                                              |                                                    |
| 1920 | 1920                                               |                                                    | 2 780                                              |                                                    |
| 1930 | 1930                                               |                                                    | 2 519                                              |                                                    |
| 1935 | 1935                                               |                                                    | 2 608                                              |                                                    |
| 1940 | 1940                                               |                                                    | 2 690                                              |                                                    |
| 1945 | 1945                                               |                                                    | 2 940                                              |                                                    |
| 1950 | 1950                                               |                                                    | 2 958                                              |                                                    |
| 1955 | 1955                                               |                                                    | 3 194                                              |                                                    |
| 1960 | 1960                                               |                                                    | 3 350                                              |                                                    |
| 1965 | 1965                                               |                                                    | 3 948                                              |                                                    |
| 1970 | 1970                                               |                                                    | 8 901                                              |                                                    |
| Anm: 1967 inkorporerades kommunerna Karl Gustav och Nedertorneå. För åren 1850-1945: befolkning enligt folkräkning 31 december enligt den administrativa indelningen den 1 januari följande år. 1950 avser befolkning enligt folkräkning den 31 december enligt den administrativa indelningen den 1 januari 1952. 1955 avser den kyrkobokförda befolkningen den 31 december enligt den administrativa indelningen den 1 januari följande år. 1960 och 1965 avser befolkning enligt folkräkning den 1 november enligt den administrativa indelningen den 1 januari följande år. 1970 avser befolkning enligt folkräkning den 1 november i det område som Haparanda stad omfattade när den ombildades till Haparanda kommun 1 januari 1971. |                                                    |                                                    |                                                    |                                                    |

## Språk och etnicitet
Nedanstående siffror är tagna från SCB:s folkräkning 1900 och visar inte medborgarskap utan de som SCB ansåg vara av "finsk, svensk eller lapsk stam".
| Årtal | Svenskar | Finnar | Lappar | Totalt |
| ----- | -------- | ------ | ------ | ------ |
| 1860  | 561      | 176    | 0      | 737    |
| 1870  | 709      | 233    | 0      | 942    |
| 1880  | 703      | 336    | 0      | 1 039  |
| 1890  | 633      | 618    | 1      | 1 252  |
| 1900  | 790      | 777    | 1      | 1 568  |

## Politik

### Mandatfördelning i valen 1919–1966
| 4 | 4 | 12 |

| 18 |

| 1 | 3 | 6 | 11 |

| 20 |

| 2 | 4 | 5 | 10 |

| 20 |

| 2 | 5 | 5 | 9 |

| 20 |

| 1 | 6 | 2 | 12 |

| 20 |

| 3 | 5 | 1 | 12 |

| 19 |

| 3 | 7 | 1 | 10 |

| 20 |

| 1 | 10 | 1 | 1 | 8 |

| 19 |

| 3 | 9 | 1 | 8 |

| 18 | 3 |

| 2 | 10 | 4 | 5 |

| 19 |

| 3 | 10 | 3 | 5 |

| 18 | 3 |

| 2 | 10 | 1 | 2 | 6 |

| 18 | 3 |

| 2 | 11 | 1 | 2 | 5 |

| 18 | 3 |

| 5 | 18 |  | 7 | 3 | 6 |

| 37 |

### Fotnoter
1. 1 2 3 4  Folkräkningen, den 1 november 1960, I : Folkmängd inom kommuner och församlingar efter kön, ålder, civilstånd m. m., SCB, 1961, läs online.[källa från Wikidata]
2. ↑  Olof Hederyd: Tornedalens historia: Haparanda efter 1809 : kommunhistoria utgiven med anledning av Haparandas 150-årsjubileum. 3, Birkkarlen, Haparanda 1993, ISBN 91-971293-1-3, s. 47-56
3. ↑  Reinhold Odencrants: Haparanda stad 100 år: Minnesskrift på uppdrag av Haparanda stad, 1945, s. 37-46
4. ↑   ( PDF) Folkräkningen den 31 december 1920, I. Areal och folkmängd inom särskilda förvaltningsområden; Folkmängdens fördelning efter hushåll. Stockholm: Statistiska centralbyrån. 1923. sid. 82-83. Arkiverad från originalet den 26 oktober 2014. https://www.webcitation.org/6TbpfnsYC?url=http://www.scb.se/Grupp/Hitta_statistik/Historisk_statistik/_Dokument/SOS/Folkrakningen_1920_1.pdf. Läst 4 augusti 2018 Arkiverad 24 september 2015 hämtat från the Wayback Machine.
5. ↑   ( PDF) Folkmängden inom administrativa områden den 31 december 1919. Sveriges officiella statistik - Folkmängden och dess förändringar. Stockholm: Statistiska centralbyrån. 1920. sid. 35 & 39. Arkiverad från originalet den 16 november 2017. https://web.archive.org/web/20171116185026/http://www.scb.se/H/SOS%201911-/Befolkningsstatistik/Folkm%C3%A4ngden%20inom%20administrativa%20omr%C3%A5den%20(SOS)%201910-1961/Folkm%C3%A4ngden-inom-administrativa-omr%C3%A5den-1926.pdf. Läst 4 augusti 2018
6. ↑   ( PDF) Folkräkningen den 31 december 1950, I, Areal och folkmängd inom särskilda förvaltningsområden m.m., Tätorter. Stockholm: Statistiska centralbyrån. 1952. sid. 6* & 122. Arkiverad från originalet den 1 oktober 2014. https://www.webcitation.org/6T09ZkyrB?url=http://www.scb.se/Grupp/Hitta_statistik/Historisk_statistik/_Dokument/SOS/Folkrakningen_1950_1.pdf. Läst 4 augusti 2018 Arkiverad 29 oktober 2013 hämtat från the Wayback Machine.
7. ↑  Per Andersson: Sveriges kommunindelning 1863-1993, Draking, Mjölby 1993, ISBN 91-87784-05-X, s. 99
8. ↑  https://runeberg.org/nfbj/0770.html
9. ↑  Elsa Trolle Önnerfors: Domsagohistorik - Haparanda tingsrätt (del av Riksantikvarieämbetets Tings- och rådhusinventeringen 1996-2007)
10. ↑  ”Förteckning (Sveriges församlingar genom tiderna)”. Skatteverket. 1989. http://www.skatteverket.se/privat/folkbokforing/omfolkbokforing/folkbokforingigaridag/sverigesforsamlingargenomtiderna/forteckning.4.18e1b10334ebe8bc80003999.html. Läst 17 december 2013.
11. ↑  Fornminnesregistret, Riksantikvarieämbetet: Haparanda stad Fornminnen i socknen erhålls på kartan genom att skriva in sockennamn (utan "socken") i "Ange geografiskt område"
12. ↑  ”Svenska Heraldiska Föreningens vapendatabas”. Arkiverad från originalet den 18 oktober 2012. https://web.archive.org/web/20121018011750/http://databas.heraldik.se/index.php. Läst 3 februari 2011.
13. ↑  SCB: Folkräkningen 1950 del 1 Arkiverad 29 oktober 2013 hämtat från the Wayback Machine. sida 192 i pdf:en
14. ↑  Statistiska centralbyrån: Folkräkningen 1960 Del 1 Arkiverad 14 oktober 2013 hämtat från the Wayback Machine. sida 75 & 221 i pdf:en anm. till Norrbottens län not 3
15. ↑  SCB Folkräkningen 1960 del 2 Arkiverad 24 september 2015 hämtat från the Wayback Machine. sida 47 i pdf:en
16. ↑  ”Historisk statistik efter serie”. Statistiska centralbyrån. Arkiverad från originalet den 30 december 2017. https://web.archive.org/web/20171230122632/http://www.scb.se/sv_/hitta-statistik/historisk-statistik/digitaliserat---statistik-efter-serie/. Läst 31 maj 2019.
17. ↑  ”Folkräkningen 1910–1960”. Statistiska centralbyrån. Arkiverad från originalet den 22 augusti 2018. https://web.archive.org/web/20180822113519/https://www.scb.se/sv_/Hitta-statistik/Historisk-statistik/Digitaliserat---Statistik-efter-serie/Sveriges-officiella-statistik-SOS-utg-1912-/Folk--och-bostadsrakningarna-1860-1990/Folkrakningen-1910-1960/. Läst 31 maj 2019.
18. ↑  ”Folk- och bostadsräkningen 1965–1990”. Statistiska centralbyrån. Arkiverad från originalet den 22 augusti 2018. https://web.archive.org/web/20180822145518/https://www.scb.se/sv_/Hitta-statistik/Historisk-statistik/Digitaliserat---Statistik-efter-serie/Sveriges-officiella-statistik-SOS-utg-1912-/Folk--och-bostadsrakningarna-1860-1990/Folk--och-bostadsrakningen-1965-1990/. Läst 31 maj 2019.
19. ↑  SCB Folkräkningen 1900 tredje delen Arkiverad 19 augusti 2014 hämtat från the Wayback Machine. sida 38 i pdf:en